# Golubac (město)
Golubac (srbskou cyrilicí Голубац, rumunsky Golubăţ, maďarsky Galambóc) je město a správní středisko stejnojmenné opštiny v Srbsku v Braničevském okruhu. Nachází se u břehu Dunaje, těsně u hranic s Rumunskem, asi 40 km východně od města Požarevac a asi 119 km od Bělehradu. V roce 2011 žilo v Golubaci 1 655 obyvatel, v celé opštině pak 8 331 obyvatel, z nichž naprostou většinu (90,94 %) tvoří Srbové, ale výraznou národnostní menšinu (5,09 % obyvatelstva) též tvoří Valaši. Rozloha města je 41,74 km², rozloha opštiny 367,29 km². V blízkosti Golubace se nachází stejnojmenná středověká pevnost.
Kromě města Golubac k opštině patří dalších 23 sídel; Barič, Bikinje, Braničevo, Brnjica, Dobra, Donja Kruševica, Dušmanić, Dvorište, Klenje, Krivača, Kudreš, Maleševo, Miljević, Mrčkovac, Ponikve, Radoševac, Sladinac, Snegotin, Šuvajić, Usije, Vinci, Vojilovo a Žitkovica.
Většina obyvatel se zabývá zpracovatelským průmyslem, dále pak maloobchodem, velkoobchodem, opravami, vyučováním, správou a sociálním zabezpečením.